# Ronda Pilipinas
La Ronda Pilipinas es una carrera ciclista profesional por etapas filipina que se disputa en Filipinas. Está organizada por LBC Express.
Creada en 2011 como carrera amateur, desde el 2019 forma parte del UCI Asia Tour, dentro de la categoría 2.2.

## Palmarés
En amarillo: edición amateur.
| Año        | Ganador           | Segundo          | Tercero          |
| ---------- | ----------------- | ---------------- | ---------------- |
| 2011       | Santi Barnachea   | Joel Calderon    | George Oconer    |
| 2012       | Mark Galedo       | Irish Valenzuela | Lloyd Reynante   |
| 2013       | Irish Valenzuela  | Ronald Gorantes  | Ronald Oranza    |
| 2014       | Riemon Lapaza     | Peter Pouly      | Mark Galedo      |
| 2015       | Santi Barnachea   | George Oconer    | Jan Paul Morales |
| 2016 (I)   | Jan Paul Morales  | Ronald Oranza    | Lloyd Reynante   |
| 2016 (II)  | Ronald Oranza     | Rudy Roque       | Rustom Lim       |
| 2016 (III) | Jan Paul Morales  | Rustom Lim       | George Oconer    |
| 2017       | Jan Paul Morales  | Rudy Roque       | Cris Joven       |
| 2018       | Ronald Oranza     | Jan Paul Morales | Junrey Navarra   |
| 2019       | Francisco Mancebo | Ronald Oranza    | Dominic Pérez    |

## Palmarés por países
| País      | Victorias |
| --------- | --------- |
| Filipinas | 10        |
| España    | 1         |